# 조제 루이스 페이쇼투

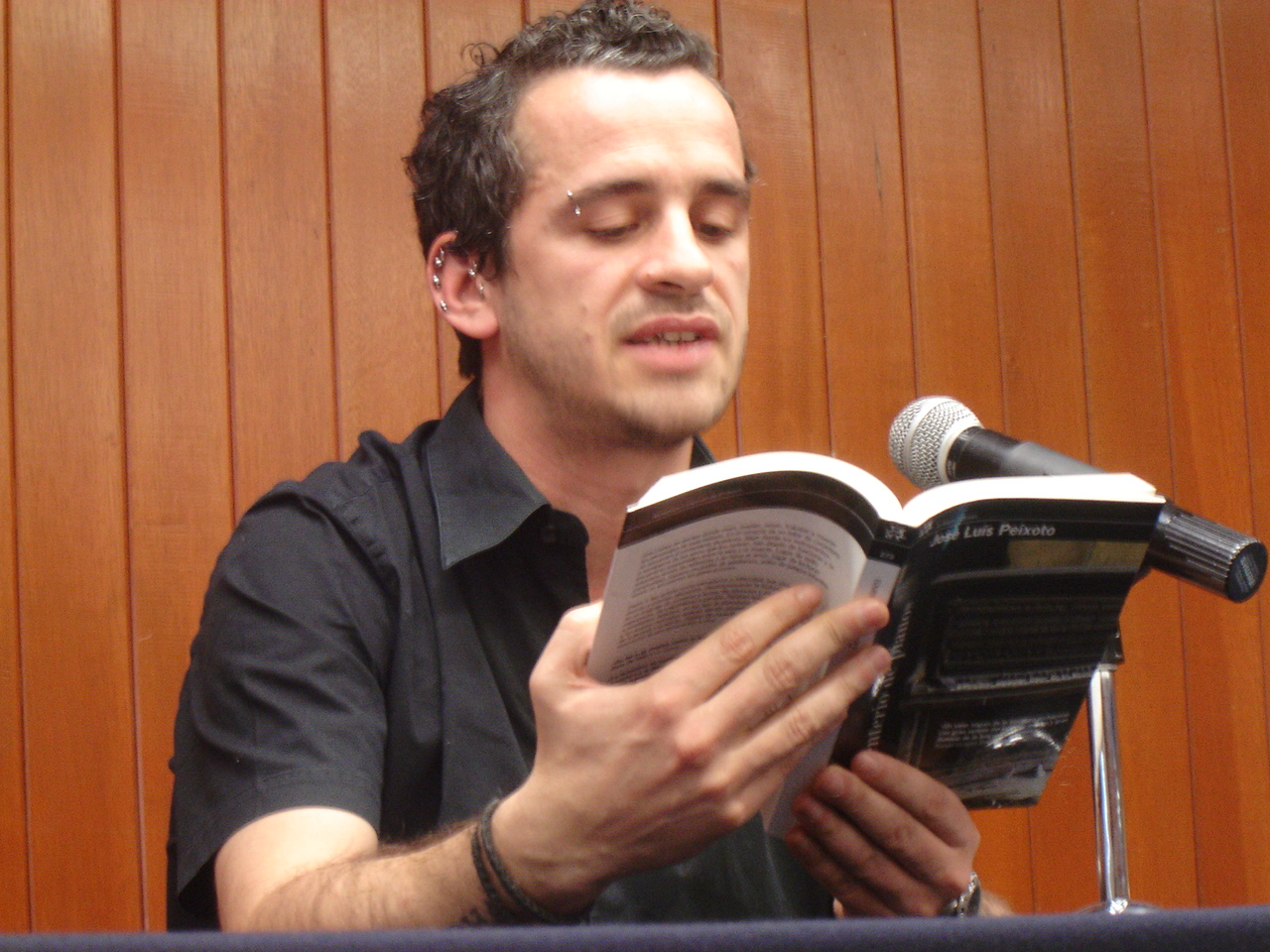

조제 루이스 페이쇼투(José Luís Peixoto, 1974년 9월 4일, 갈베이아스 -)는 포르투갈의 작가이다. 2000년에 발표한 첫 장편 소설 Nenhum Olhar로 2001년 주제 사라마구 문학상을 수상하였다. 그의 소설은 20개 언어로 번역되어 국제적으로 명성을 얻고 있다.